# Кодрени (Ботошани)
Кодрени (рум. Codreni) насеље је у Румунији у округу Ботошани у општини Миљанка. Oпштина се налази на надморској висини од 180 m.

## Становништво
Према подацима из 2002. године у насељу је живело 449 становника, од којих су сви румунске националности.